# Milichus dudleyorum
Milichus dudleyorum är en skalbaggsart som beskrevs av Yves Cambefort 1996. Milichus dudleyorum ingår i släktet Milichus och familjen bladhorningar. Inga underarter finns listade i Catalogue of Life.